# Salies-du-Salat
Salies-du-Salat là một xã thuộc tỉnh Haute-Garonne trong vùng Occitanie ở tây nam nước Pháp.